# Inga Clendinnen
Inga Vivienne Clendinnen, (née Jewell ; 17 août 1934 - 8 septembre 2016) est une auteure, historienne, anthropologue et universitaire australien. Ses travaux portent sur l’histoire sociale et l’histoire des rencontres culturelles. À sa mort, elle est chercheuse émérite à l'Université La Trobe de Melbourne.

## Jeunesse et éducation
Clendinnen est née à Geelong, Victoria, en 1934. Elle est la plus jeune de quatre enfants. Son père possède une entreprise d'ébénisterie et devient plus tard conseiller municipal de Geelong ; sa mère est femme au foyer. Clendinnen est diplômée de l'Université de Melbourne en 1955 avec un baccalauréat ès arts, suivi d'une maîtrise ès arts en 1975.

## Carrière
Le travail de Clendinnen se concentre sur l'Histoire sociale et l’histoire des rencontres culturelles. Elle est considérée comme une autorité sur la civilisation aztèque et les sacrifices humains rituels précolombiens. Elle a également écrit sur la Shoah et sur les premiers contacts entre les Autochtones d'Australie et les explorateurs blancs.
Clendinnen occupe le poste de professeur principal d'histoire à l'Université de Melbourne de 1955 à 1968, est chargée de cours à l'Université La Trobe de 1969 à 1982, puis est maîtresse de conférences en histoire jusqu'en 1989. Forcée de réduire ses activités universitaires après avoir contracté une hépatite en 1991, elle commence à travailler sur ses mémoires, Tiger's Eye, qui se concentrent sur les questions de maladie et de mort. Elle conserve toutefois un lien avec l'Université La Trobe, puisqu'elle est nommée chercheuse émérite.
En 1999, elle est invitée à présenter les 40e conférences annuelles Boyer. Les idées présentées dans ces conférences, concernant les premiers contacts en Australie, sont publiées plus tard sous le titre True Stories.
Dans la liste des distinctions honorifiques de la Journée de l'Australie 2006, Clendinnen est nommé Officier de l'Ordre d'Australie (AO). Elle reçoit le prix Dan-David en 2016.
Clendinnen épouse le philosophe des sciences John Clendinnen en 1955 et a deux enfants avec lui . Clendinnen est décédée le 8 septembre 2016 des suites d'une courte maladie.

## Publications
- Ambivalent Conquests: Maya and Spaniard in Yucatán, 1517–1570 (1987)
- Aztecs: An Interpretation (1991)
- Reading the Holocaust (1998)
- True Stories (1999)
- Tiger's Eye: A Memoir (2000)
- Dancing with Strangers: Europeans and Australians at First Contact (2003)
- True Stories: History, Politics, Aboriginality (2008) (2nd ed.)
- The Cost of Courage in Aztec Society: Essays on Mesoamerican Society and Culture (2010)